# Józef Sebastian Pelczar
Józef Sebastian Pelczar (Korczyna, 17 gennaio 1842 – Przemyśl, 28 marzo 1924) è stato un vescovo cattolico polacco, proclamato santo da papa Giovanni Paolo II il 18 maggio 2003.

## Biografia
Nato in Galizia, all'epoca parte dell'impero asburgico, da una famiglia di agiati agricoltori, frequentò il ginnasio a Rzeszów ed entrò poi in seminario a Przemyśl.
Fu ordinato prete il 17 luglio 1864: svolse per un periodo servizio pastorale a Sambor e nel 1865 fu inviato a Roma per completare la sua formazione ecclesiastica. A Roma si pose sotto la direzione spirituale del risurrezionista Piotr Semenenko e scrisse un'opera ascetica intitolata La vita spirituale. Laureatosi in teologia e in diritto canonico, rientrò in patria nel 1868.
Dal 1870 al 1877 fu professore in seminario a Przemyśl e poi, tra il 1877 e il 1899, fu docente e rettore dell'Università Jagellonica di Cracovia. Fu anche canonico del capitolo metropolitano di Cracovia.
Per l'educazione e la protezione delle giovani, fondò a Cracovia la confraternita di Maria Regina della Corona Polacca e, il 15 aprile 1894, la congregazione delle Ancelle del Sacro Cuore di Gesù.
Il 27 febbraio 1899 fu eletto vescovo di Miletopoli in partibus e ausiliare di Przemyśl; fu consacrato il 19 marzo successivo dal vescovo Łukasz Solecki. Alla morte di Solecki, il 7 marzo 1900 divenne vicario capitolare e il 17 dicembre dello stesso anno fu trasferito alla sede residenziale di Przemyśl.
Morì in fama di santità nel 1924 e fu sepolto nella chiesa del Sacro Cuore di Gesù a Przemyśl.

## Culto
La causa del santo fu introdotta il 25 gennaio 1983.
Il 18 febbraio 1989 papa Giovanni Paolo II ha promulgato il decreto sulle sue virtù eroiche, riconoscendogli il titolo di venerabile.
Lo stesso pontefice lo ha beatificato a Rzeszów il 2 giugno 1991, nel corso di un suo viaggio apostolico in Polonia.
Fu proclamato santo in piazza San Pietro a Roma il 18 maggio 2003, assieme ad altre tre beate fondatrici.

## Genealogia episcopale e successione apostolica
La genealogia episcopale è:
- Cardinale Scipione Rebiba
- Cardinale Giulio Antonio Santori
- Cardinale Girolamo Bernerio, O.P.
- Arcivescovo Galeazzo Sanvitale
- Cardinale Ludovico Ludovisi
- Cardinale Luigi Caetani
- Cardinale Ulderico Carpegna
- Cardinale Paluzzo Paluzzi Altieri degli Albertoni
- Papa Benedetto XIII
- Papa Benedetto XIV
- Papa Clemente XIII
- Cardinale Marcantonio Colonna
- Cardinale Giacinto Sigismondo Gerdil, B.
- Cardinale Giulio Maria della Somaglia
- Cardinale Carlo Odescalchi, S.I.
- Cardinale Costantino Patrizi Naro
- Cardinale Serafino Vannutelli
- Vescovo Łukasz Solecki
- Vescovo Józef Sebastian Pelczar

La successione apostolica è:
- Vescovo Karol Józef Fischer (1901)